# Jupiter Inlet Colony
Jupiter Inlet Colony ist eine Stadt im Palm Beach County im US-Bundesstaat Florida. Das U.S. Census Bureau hat bei der Volkszählung 2020 eine Einwohnerzahl von 405 ermittelt.

## Geographie
Die Stadt liegt etwa 25 km nördlich von West Palm Beach auf der Südspitze der Jupiter Island an der Mündung des Loxahatchee Rivers in den Atlantischen Ozean.

## Demographische Daten
Laut der Volkszählung 2010 verteilten sich die damaligen 400 Einwohner auf 236 Haushalte. Die Bevölkerungsdichte lag bei 666,7 Einw./km². 95,5 % der Bevölkerung bezeichneten sich als Weiße und 0,8 % als Asian Americans. 0,3 % gaben die Angehörigkeit zu einer anderen Ethnie und 3,5 % zu mehreren Ethnien an. 1,3 % der Bevölkerung bestand aus Hispanics oder Latinos.
Im Jahr 2010 lebten in 18,8 % aller Haushalte Kinder unter 18 Jahren sowie 52,5 % aller Haushalte Personen mit mindestens 65 Jahren. 71,8 % der Haushalte waren Familienhaushalte (bestehend aus verheirateten Paaren mit oder ohne Nachkommen bzw. einem Elternteil mit Nachkomme). Die durchschnittliche Größe eines Haushalts lag bei 2,21 Personen und die durchschnittliche Familiengröße bei 2,62 Personen.
19,1 % der Bevölkerung waren jünger als 20 Jahre, 8,6 % waren 20 bis 39 Jahre alt, 26,8 % waren 40 bis 59 Jahre alt und 45,6 % waren mindestens 60 Jahre alt. Das mittlere Alter betrug 57 Jahre. 47,0 % der Bevölkerung waren männlich und 53,0 % weiblich.
Das durchschnittliche Jahreseinkommen lag bei 96.250 $, dabei lebten 0,5 % der Bevölkerung unter der Armutsgrenze.
Im Jahr 2000 war Englisch die Muttersprache von 100 % der Bevölkerung.

## Kriminalität
Die Kriminalitätsrate lag im Jahr 2010 mit 51 Punkten (US-Durchschnitt: 266 Punkte) im niedrigen Bereich. Es gab eine Körperverletzung und drei Einbrüche.